# Metriocampa allocerca
Metriocampa allocerca är en urinsektsart som beskrevs av Otto Conde och Geeraert 1962. Metriocampa allocerca ingår i släktet Metriocampa och familjen Campodeidae. Inga underarter finns listade i Catalogue of Life.